# Michel Derain
Pour les articles homonymes, voir Derain (homonymie).
Michel Derain est un acteur et directeur artistique français.
Actif dans le doublage, il double principalement l'acteur Richard Jenkins au cinéma et à la télévision.
Il est aujourd'hui principalement actif comme directeur artistique.
Il est le père de l'actrice Barbara Kelsch.

## Biographie

### Étudiante
Michel Derain a suivi des cours d'art dramatique à l'école de la rue Blanche avec Teddy Bilis et Berthe Bovy puis s'est lancé dans le théâtre.

### Carrière
En 1975, il a ensuite commencé sa carrière d'acteur en jouant un rôle dans le film Hard Love. Il joue alors dans plusieurs séries télévisées et téléfilms puis interprète à nouveau des petits rôles au cinéma.
De 1982 à 1984 puis de 1988 à 1990, il tient le rôle de l'inspecteur Torrence dans la série Les Enquêtes du commissaire Maigret.
C'est lors de deux rencontres qu'il se destine vers le doublage et la direction artistique. Tout d'abord, avec Lita Recio qui lui propose de s'orienter vers le doublage au début des années 1980, domaine qu'il exercera de manière régulière jusqu'à fin des années 1990, début 2000. Puis, avec celle de Béatrice Delfe qui lui conseille de devenir directeur artistique (ou de plateau). S'y consacrant également depuis les années 1980 et principalement depuis fin des années 1990, il a notamment dirigé de nombreux films dont Copland, L'Associé du diable, Armageddon, Ennemi d'État, Final Fantasy : Les Créatures de l'esprit, Terminator 3 : Le Soulèvement des machines, Underworld, Matrix Revolutions, Inception, Interstellar ou 007 Spectre.

## Théâtre
- 1964 : Richard III de Shakespeare, mise en scène Jean Anouilh et Roland Piétri, Théâtre Montparnasse
- 1966 : Becket ou l'Honneur de Dieu de Jean Anouilh, mise en scène de l'auteur et Roland Piétri, Théâtre Montparnasse
- 1966 : L'Ordalie ou la Petite Catherine de Heilbronn d'Heinrich von Kleist, mise en scène Jean Anouilh et Roland Piétri, Théâtre Montparnasse
- 1967 : Andromaque de Racine, mise en scène Marcelle Tassencourt, Théâtre Montparnasse
- 1974 : La Chambre mandarine de Robert Thomas, mise en scène François Guérin, Théâtre des Nouveautés
- 1976 : Affabulazione de Pier Paolo Pasolini, mise en scène Peter Lotschak, Espace Pierre Cardin

## Filmographie

### Cinéma
- 1975 : Hard Love[3] (ou La Vie sentimentale de Walter Petit) de Serge Korber : Marcel
- 1975 : La Mise en mains de Sylvain Dhomme
- 1975 : Pique-nique en campagne de Georges Sénéchal
- 1982 : La boum 2 de Claude Pinoteau : Le prof de Français
- 1983 : L'Été de nos quinze ans de Marcel Jullian
- 1984 : P'tit Con de Gérard Lauzier
- 1984 : Les parents ne sont pas simples cette année de Marcel Jullian

### Télévision

#### Téléfilms
- 1965 : La Misère et la Gloire d'Henri Spade : Théodore Villenave
- 1967 : Antoine et Cléopâtre de Jean Prat : Doladella
- 1981 : Novgorod d'Armand Ridel : Raglof
- 1981 : Antoine et Julie de Gabriel Axel
- 1996 : Le Galopin de Serge Korber : Paul

#### Séries télévisées
- 1976 : Les Brigades du Tigre, épisode L'homme à la casquette de Victor Vicas : Julien Bosc
- 1977 : Dossiers : Danger immédiat de Claude Barma : le docteur
- 1979 : Un juge, un flic de Denys de La Patellière : Brettenstein
- 1979 : L'Étrange Monsieur Duvallier de Victor Vicas : le capitaine de la gendarmerie
- 1982-1984 et 1988-1990 : Les Enquêtes du commissaire Maigret : inspecteur Torrence (8 épisodes[3] : Maigret et le Clochard de Louis Grospierre, La Colère de Maigret d'Alain Levent, Un Noël de Maigret de Jean-Paul Sassy, L'Ami d'enfance de Maigret de Stéphane Bertin, Maigret au Picratt's, Maigret et l'Inspecteur malgracieux de Philippe Laïk, L'Homme de la rue de Jean Kerchbron et Stan le tueur de Philippe Laïk)
- 1996 : François Kléber : Monsieur Bonillo

## Doublage
Note : Les dates indiquées en italique correspondent aux sorties initiales des films auxquels Michel Derain a participé aux redoublages et / ou aux doublages tardifs.

### Cinéma

#### Films
- Richard Jenkins dans (9 films) :
  - L'Affaire Josey Aimes (2005) : Hank Aimes
  - Cher John (2010) : Bill Tyree
  - Laisse-moi entrer (2010) : le père adoptif d'Abby
  - Rhum express (2011) : Lotterman
  - La Cabane dans les bois (2012) : Steve Hadley
  - Cogan : La Mort en douce (2012) : le chauffeur
  - Jack Reacher (2012) : Alex Rodin
  - White House Down (2013) : Eli Raphelson
  - La Forme de l'eau (2017) : Giles, le voisin d'Elisa
- J. T. Walsh dans (6 films) :
  - Tequila Sunrise (1988) : l'agent Hal Maguire
  - Les Arnaqueurs (1990) : Cole
  - Backdraft (1991) : Marty Swayzak
  - Des hommes d'honneur (1992) : le lieutenant-colonel Matthew Andrew Markinson
  - Alerte ! (1995) : le chef du personnel de la Maison-Blanche
  - Ultime Décision (1996) : le sénateur Mavros
- Shane Rimmer dans :
  - Superman 3 (1983) : l'agent de Police faisant barrage
  - Soleil de nuit (1985) : l'ambassadeur Smith
- Kevin Spacey dans :
  - Le Droit de tuer ? (1996) : Rufus Buckley
  - Looking for Richard (1996) : lui-même / Buckingham
- Terence Stamp dans : 
  - Star Wars, épisode I : La Menace fantôme (1999) : le chancelier Valorum
  - Big Eyes (2014) : John Canaday
- 1939[6] : Tarzan trouve un fils : Richard Lancing (Morton Lowry)
- 1941[7] : Le Trésor de Tarzan : Medford (Tom Conway)
- 1973 : Le Voleur qui vient dîner : un technicien dans la salle d'informatique (Jackie Riley)
- 1975 : Lepke, le caïd : J. Edgar Hoover (Erwin Fuller)
- 1977 : Star Wars, épisode IV : Un nouvel espoir : l'officier du bloc de détention[Qui ?]
- 1977 : Rage : l'homme dans la salle de cinéma (Miguel Fernandes) / un patient de l'hôpital[Qui ?]
- 1977 : On m'appelle Dollars : le second du colonel Winkle (Eric Barnes)
- 1977 : Le Cercle infernal : l'infirmier de l'asile (Oliver Maguire)
- 1978 : The Big Fix : M. Johnson (Sidney Clute)
- 1978 : Un mariage : le photographe à la réception du mariage[Qui ?]
- 1980 : Star Wars, épisode V : L'Empire contre-attaque : le major Derlin (John Ratzenberger)
- 1980 : Réaction en chaîne : le médecin (Michael Long)
- 1980 : Héros ou Salopards : le sergent-major Drummond (Ray Meagher)
- 1981 : À nous la victoire : Hauptmann Rainer Mueller (Gary Waldhorn)
- 1982 : Rambo : le journaliste TV (Mike Winlaw)
- 1982 : Blade Runner : voix additionnelles
- 1983 : Star Wars, épisode VI : Le Retour du Jedi : l'officier annonçant l'arrivée de Dark Vador[Qui ?]
- 1983 : Mister Mom : Larry (Christopher Lloyd)
- 1983 : Psychose 2 : Deputy Pool (Chris Hendrie)
- 1984 : Contre toute attente : Edmund Juno (Timothy Dalton)
- 1984 : SOS Fantômes : lui-même (Larry King)
- 1984 : L'Épée du vaillant : la 1re recrue (James Windsor)
- 1985 : Brazil : Harry Tuttle (Robert De Niro)
- 1985 : Silverado : Nord Baxter (Troy Ward)
- 1985 : Commando : l'officier de police dans le centre commercial (Phil Adams)
- 1985 : D.A.R.Y.L. : Howie Fox (Steve Ryan) (1er doublage)
- 1985 : Les Oies sauvages 2 : Michael (John Terry)
- 1985 : Le Pacte Holcroft : Johan von Tiebolt / Jonathan Tennyson (Anthony Andrews)
- 1986 : Jumpin' Jack Flash : Marty Phillips (Stephen Collins)
- 1986 : Platoon : Lerner (Johnny Depp)
- 1986 : Cobra : Dan (David Rasche)
- 1987 : Le Secret de mon succès : W. Shawn (Bruce McGill)
- 1987 : Running Man : L'agent artistique (Ken Lerner)
- 1988 : Voyageur malgré lui : Macon Leary (William Hurt)
- 1988 : Qui veut la peau de Roger Rabbit : le lieutenant Santino (Richard LeParmentier)
- 1989 : M.A.L., mutant aquatique en liberté : Burciaga (Elya Baskin)
- 1989 : L'Arme fatale 2 : Tim Cavanaugh (Dean Norris)
- 1989 : Indiana Jones et la Dernière Croisade : Fedora (Richard Young)
- 1989 : SOS Fantômes 2 : Jack Hardemeyer (Kurt Fuller)
- 1989 : Opération Crépuscule : le capitaine Parinella (Greg Noonan)
- 1989 : Slipstream : Le Souffle du futur : Byron (Bob Peck)
- 1990 : La Relève : Strom (Raúl Juliá)
- 1990 : Cadence : le capitaine Ramon Garcia (F. Murray Abraham)
- 1990 : À la poursuite d'Octobre Rouge : le commandant Vassily Borodine (Sam Neill)
- 1990 : Total Recall : Bob McClane (Ray Baker)
- 1991 : JFK : Al Oser (Gary Grubbs)
- 1991 : Star Trek 6 : Terre inconnue : le colonel West (René Auberjonois)
- 1991 : Y a-t-il un flic pour sauver le président ? : Arthur Dunwell (Peter Mark Richman)
- 1992 : La Puissance de l'ange : Daniel Marais (Marius Weyers)
- 1992 : L'Arme fatale 3 : Jack Travis (Stuart Wilson)
- 1993 : La Firme : Wally Hudson (Tommy Cresswell)
- 1995 : L'Amour à tout prix : le père (Joel Hatch)
- 1995 : Heat : Ralph (Xander Berkeley)
- 1995 : Candyman 2 : l'inspecteur Ray Levesque (David Gianopoulos)
- 1996 : Les 101 Dalmatiens : le policier arrêtant Cruella d'Enfer (Bill Stewart)
- 1997 : Incognito : Agachi (Togo Igawa)
- 2010 : Wall Street : L'argent ne dort jamais : le docteur Masters (Austin Pendleton)
- 2016 : American Pastoral : lui-même (Lyndon Johnson) (images d'archives)
- 2018 : The Front Runner : eux-mêmes (Johnny Carson et Walter Mondale) (images d'archives)

#### Film d'animation
- 2021 : Lego Star Wars : Histoires terrifiantes : l'Empereur Palpatine

### Télévision

#### Téléfilms
- 1962[8] : Le Prince et le Pauvre : Hugo (Richard O'Sullivan)

#### Séries télévisées
- 1966-1973 : Mission impossible : Willy Armitage (Peter Lupus) (2e voix)
- 1976-1977 : Chapeau melon et bottes de cuir : Michael Gambit (Gareth Hunt)
- 1981-1990 : Falcon Crest : Greg Reardon (Simon MacCorkindale)
- 1986-1994 : La Loi de Los Angeles : Tommy Mullaney (John Spencer) (2e voix)
- 1986 : Si c'était demain : Jeff Stevens (Tom Berenger[2]) (mini-série en 3 épisodes)
- 1986 : Monte Carlo : Harry Price (George Hamilton)
- 1988-1994 : Dans la chaleur de la nuit : Bubba Skinner (Alan Autry)
- 2001 : Six Feet Under : Nathaniel Fisher, Sr. (Richard Jenkins)
- 2004-2007 : Lost : Les Disparus : le marshall Edward Mars (Fredric Lehne)
- 2020 : The New Pope : Danny (Henry Goodman) (mini-série)
- 2025 : Mercredi : le professeur Orloff (Christopher Lloyd)

#### Séries d'animation
- 1979-1980 : King Arthur : Léogrances
- 1981-1982 : Sandy Jonquille : Monsieur Lonwood
- 1982-1984 : Robotech : Scott Bernard
- 1985 : Jayce et les Conquérants de la lumière : le père de Koumari, Antar et Audric (voix de remplacement)
- 1992 : Batman : Nivens et Ra's al Ghul

### Direction artistique
Note : Les dates en italique indiquent que la version française dirigée par Michel Derain est un redoublage ou un doublage tardif.

#### Films
- 1949 : Danny, le petit mouton noir[9] (doublage tardif effectué en 2003)
- 1991 : Terminator 2 : Le Jugement dernier
- 1995 : Dernières heures à Denver
- 1996 : Une nuit en enfer
- 1996 : Rock
- 1996 : Le Fantôme du Bengale
- 1996 : L'Ombre blanche
- 1997 : La Dernière Cavale
- 1997 : Magic Warriors
- 1997 : Les Ailes de l'enfer
- 1997 : Volte-face
- 1997 : Copland
- 1997 : L'Associé du diable
- 1997 : Starship Troopers
- 1997 : Incognito
- 1997 : À armes égales
- 1998 : Armageddon
- 1998 : L'Homme qui murmurait à l'oreille des chevaux
- 1998 : Sacré père Noël
- 1998 : Ennemi d'État
- 1998 : The Faculty
- 1998 : Matrix
- 1998 : Cours, Lola, cours[10]
- 1999 : Mod Squad
- 1999 : Sixième Sens
- 1999 : Stigmata
- 2000 : Snatch : Tu braques ou tu raques
- 2000 : D'un rêve à l'autre
- 2000 : Un couple presque parfait
- 2000 : 60 secondes chrono
- 2000 : Planète rouge
- 2000 : Incassable[11]
- 2000 : Wonder Boys
- 2000 : À la rencontre de Forrester
- 2001 : Evelyn
- 2001 : La Prison de verre
- 2001 : Training Day
- 2001 : Ocean's Eleven
- 2001 : Final Fantasy : Les Créatures de l'esprit
- 2001 : The Majestic
- 2001 : The Pledge
- 2001 : La Famille Tenenbaum
- 2002 : Calculs meurtriers
- 2002 : Rollerball
- 2002 : Windtalkers
- 2002 : Rêve de champion
- 2002 : Insomnia
- 2002 : 8 Mile
- 2002 : Signes
- 2002 : La Vengeance de Monte-Cristo
- 2003 : Basic
- 2003 : Terminator 3 : Le Soulèvement des machines
- 2003 : Underworld
- 2003 : Pur Sang, la légende de Seabiscuit
- 2003 : Matrix Reloaded
- 2003 : Matrix Revolutions
- 2003 : Pinocchio
- 2003 : Open Range
- 2004 : Le Tour du monde en quatre-vingts jours
- 2004 : Envy
- 2004 : Destins violés
- 2004 : Mémoire effacée
- 2004 : Ocean's Twelve
- 2005 : Romanzo criminale
- 2005 : Sin City
- 2005 : Mr. et Mrs. Smith
- 2005 : Syriana
- 2005 : L'Interprète
- 2005 : The Island
- 2005 : L'Affaire Josey Aimes
- 2005 : The Constant Gardener
- 2005 : The Matador
- 2005 : Stage Beauty
- 2006 : V pour Vendetta
- 2006 : Casino Royale
- 2006 : Les Fous du roi
- 2006 : Da Vinci Code
- 2006 : Ô Jérusalem
- 2006 : Underworld 2 : Évolution
- 2006 : Truman Capote
- 2006 : La Jeune Fille de l'eau
- 2006 : À la recherche du bonheur
- 2007 : Les Châtiments
- 2007 : Ghost Rider
- 2007 : The Good German
- 2007 : À cœur ouvert
- 2007 : Ocean's Thirteen
- 2007 : Spider-Man 3
- 2007 : Je suis une légende
- 2007 : American Gangster
- 2008 : Iron Man
- 2008 : X-Files : Régénération
- 2008 : Angles d'attaque
- 2008 : Harcelés
- 2008 : Hellboy 2
- 2008 : Las Vegas 21
- 2008 : L'Échange
- 2008 : Quantum of Solace
- 2008 : Mensonges d'État
- 2008 : Sept Vies
- 2008 : Hancock
- 2009 : The Informant!
- 2009 : L'Enquête
- 2009 : Underworld 3 : Le Soulèvement des Lycans
- 2009 : Anges et Démons
- 2009 : L'Attaque du métro 123
- 2009 : Prédictions
- 2009 : Public Enemies
- 2009 : Pas si simple
- 2009 : Duplicity
- 2010 : Les Chèvres du Pentagone
- 2010 : Nine
- 2010 : Iron Man 2
- 2010 : Inception
- 2010 : Karaté Kid
- 2010 : Mesures exceptionnelles
- 2010 : Red
- 2011 : Thor
- 2011 : Source Code
- 2011 : World Invasion: Battle Los Angeles
- 2011 : Sucker Punch
- 2011 : Le Complexe du castor
- 2011 : Contagion
- 2011 : Le Pacte
- 2011 : L'Irlandais
- 2012 : Anonymous
- 2012 : Sans issue
- 2012 : Underworld : Nouvelle Ère
- 2012 : Ghost Rider 2 : L'Esprit de vengeance
- 2012 : Men in Black 3
- 2012 : The Amazing Spider-Man
- 2012 : The Dark Knight Rises
- 2012 : Looper
- 2012 : Skyfall
- 2012 : Django Unchained
- 2013 : Oblivion
- 2013 : Gatsby le Magnifique
- 2013 : Insaisissables
- 2013 : Pacific Rim
- 2013 : Elysium
- 2013 : Red 2
- 2013 : White House Down
- 2013 : Capitaine Phillips
- 2013 : Du sang et des larmes
- 2014 : Un amour d'hiver
- 2014 : Divergente
- 2014 : The Amazing Spider-Man : Le Destin d'un héros
- 2014 : Edge of Tomorrow
- 2014 : The Two Faces of January
- 2014 : Transcendance
- 2014 : Interstellar
- 2015 : Invincible
- 2015 : Enfant 44
- 2015 : Divergente 2 : L'Insurrection
- 2015 : La Femme au tableau
- 2015 : La Rage au ventre
- 2015 : Everest
- 2015 : 007 Spectre
- 2015 : Strictly Criminal
- 2016 : Les Huit Salopards
- 2016 : The Revenant
- 2016 : Divergente 3 : Au-delà du mur
- 2016 : Lion
- 2016 : Batman v Superman : L'Aube de la Justice
- 2016 : Insaisissables 2
- 2016 : Inferno
- 2016 : Assassin's Creed
- 2016 : Premier Contact
- 2017 : The Birth of a Nation
- 2017 : Le Roi Arthur : La Légende d'Excalibur
- 2017 : Alien: Covenant
- 2017 : Dunkerque
- 2017 : Seven Sisters
- 2017 : Blade Runner 2049
- 2017 : Le Crime de l'Orient-Express
- 2018 : Escobar
- 2018 : Ocean's 8
- 2018 : Paranoïa
- 2018 : First Man : Le Premier Homme sur la Lune
- 2018 : Sale temps à l'hôtel El Royale
- 2018 : Undercover : Une histoire vraie
- 2018 : Pacific Rim: Uprising
- 2019 : Séduis-moi si tu peux !
- 2019 : Men in Black: International
- 2019 : Once Upon a Time… in Hollywood
- 2019 : Doctor Sleep
- 2019 : Ad Astra
- 2019 : Le Mans 66
- 2020 : The Gentlemen
- 2020 : Bloodshot
- 2020 : Tenet
- 2021 : Mourir peut attendre
- 2021 : Escape Game 2 : Le monde est un piège
- 2021 : Red Notice
- 2021 : House of Gucci
- 2021 : Matrix Resurrections
- 2022 : The Batman
- 2022 : Ambulance
- 2022 : The Gray Man
- 2022 : Bones and All
- 2022 : Le Pire Voisin au monde
- 2022 : Women Talking
- 2023 : The Covenant : Mission en Afghanistan
- 2023 : Oppenheimer
- 2023 : Lee Miller
- 2023 : Hypnotic
- 2023 : Equalizer 3
- 2023 : Rebel Moon - Partie 1 : Enfant du feu
- 2023 : Une vie
- 2023 : Book Club: The Next Chapter
- 2024 : Rebel Moon - Partie 2 : L'Entailleuse
- 2024 : The Fall Guy
- 2024 : Twisters
- 2024 : Borderlands
- 2024 : Wolfs
- 2024 : Here
- 2024 : Babygirl
- 2025 : Karate Kid: Legends

#### Séries télévisées
- 1989-1993 : Docteur Doogie
- 2000-2005 : Queer as Folk (avec Michel Papineschi)